# John Bryan Churcher
John Bryan Churcher, britanski general, * 1905, † 1997.